# Stéphane Léoni
Pour les articles homonymes, voir Leoni.
Stéphane Léoni est un footballeur français né le 5 mars 1976 à Saint-Mihiel (Meuse). Il mesure 1,80 m pour 74 kg. Formé au FC Metz, ce défenseur est passé par la France, l'Angleterre, l'Écosse, l'Allemagne et le Luxembourg. Il fait son retour dans son club formateur lors de la saison 2006-2007.

## Biographie
Formé au FC Metz, Stéphane Léoni signe son premier contrat professionnel lors de la saison 1997-1998.
Il a joué dix-neuf matchs en Ligue 1 (huit avec Sedan et onze avec Metz). Il a également joué cinq matchs en 1re division écossaise avec le club de Dundee.
Sélectionné dans les équipes nationales françaises des 16, 17 et 18 ans à plus de 40 reprises, Stéphane Léoni appartient à la même génération que Laurent Battles ou Djezon Boutoille.  
Stéphane Léoni termine sa carrière de joueur au FC Differdange (Division 1 luxembourgeoise), club avec lequel il dispute la Ligue Europa 2012-2013. La saison suivante, il est l'adjoint de Francis De Taddeo puis d'Olivier Echouafni à l'Amiens SC en National pendant deux saisons, Il devient entraîneur principal du FC Trémery (DH Lorraine) en 2014. Lors de sa seconde saison, il conduit le club à une montée historique en National 3. Il quitte Trémery à l'issue de la saison 2017-2018.
À l'été 2018, il est recruté par l'US Sarre-Union, dont il devient le nouvel entraîneur. Il quitte le club alsacien en mai 2020.

En tant qu’acteur, il a également joué un rôle dans le film « Les seigneurs » en intégrant l’équipe fictives de l’Olympique de Marseille affrontant le club du FC Molène en Coupe de France.

## Carrière

### Joueur
- 1997 - 1998 :  FC Metz (D1)
- 1998 - 2000 :  Bristol Rovers (D3)
- 2000 - 2001 :  Dundee United (D1)
- 2001 - 2002 :  CS Sedan-Ardennes (L1)
- 2002 - 2003 :  AS Beauvais (L2)
- 2003 - 2004 :  Greuther Fürth (D2)
- 2004 - 2005 :  FC Rouen (N)
- 2005 - 2006 :  FC Sète (L2)
- 2006 - 2009 :  FC Metz (L2 puis L1)
- 2009 - 2010 :  AS Cannes (N)
- 2010 - 2013 :  FC Differdange 03 (D1)
- 2013 - 2014 :  US Camon (DH)

### Entraîneur
- 2012-2014 :  Amiens SC (N) (adjoint)
- Septembre 2013 :  Amiens SC (N) (intérim)
- 2014-2018 :  FC Trémery (DH),
- 2018-2020 :  US Sarre-Union (N3)
- Novembre 2020- 2022:  Progrès Niederkorn (N1)

## Palmarès
- Champion de France CFA en 1997 (Groupe A) avec le FC Metz.
- Champion de Ligue 2 en 2007 avec le FC Metz.
- Accession en National 3 avec le FC Tremery.